# Municipio de Pine (Misuri)
El municipio de Pine (en inglés: Pine Township) es un municipio ubicado en el condado de Ripley en el estado estadounidense de Misuri. En el año 2010 tenía una población de 221 habitantes y una densidad poblacional de 1,25 personas por km².

## Geografía
El municipio de Pine se encuentra ubicado en las coordenadas 36°44′6″N 91°4′31″O / 36.73500, -91.07528. Según la Oficina del Censo de los Estados Unidos, el municipio tiene una superficie total de 177.32 km², de la cual 177,29 km² corresponden a tierra firme y (0,01 %) 0,03 km² es agua.

## Demografía
Según el censo de 2010, había 221 personas residiendo en el municipio de Pine. La densidad de población era de 1,25 hab./km². De los 221 habitantes, el municipio de Pine estaba compuesto por el 95,02 % blancos, el 2,26 % eran afroamericanos y el 2,71 % eran de una mezcla de razas. Del total de la población el 1,81 % eran hispanos o latinos de cualquier raza.